# Diazepam
Diazepam (łac. diazepamum) – organiczny związek chemiczny, lek psychotropowy z grupy pochodnych benzo-1,4-diazepiny. Został zsyntetyzowany w 1959 przez Leona Henryka Sternbacha (absolwenta Uniwersytetu Jagiellońskiego), wprowadzony zaś do lecznictwa w 1963 przez koncern farmaceutyczny Hoffman-La Roche (pod nazwą handlową Valium). Wykazuje działanie uspokajające, przeciwlękowe, przeciwdrgawkowe, rozluźniające mięśnie i ułatwiające zasypianie. Wykazuje około pięć razy silniejsze działanie niż chlorodiazepoksyd (Elenium).

## Działanie
U ludzi wykazuje silne działanie hamujące na wzgórze, podwzgórze i układ limbiczny, co manifestuje się poprzez działanie uspokajające i przeciwlękowe. Lek ten znalazł szerokie zastosowanie przede wszystkim w psychiatrii i neurologii, lecz także w szerokiej praktyce lekarskiej w doraźnym leczeniu stanów lękowych, łagodzenia zachowań agresywnych, terapii alkoholizmu, padaczki, w leczeniu trudności z zasypianiem (jako środek nasenny), w celu łagodzenia skurczu mięśni powodowanego przez tężec, wyjątkowo w leczeniu psychoz oraz w premedykacji przed niektórymi zabiegami diagnostycznymi i terapeutycznymi.
Jest skuteczny w leczeniu stanu padaczkowego (podawany jest wtedy domięśniowo lub dożylnie).
Stosowany również jako lek wspomagający w zatruciach związkami fosforoorganicznymi – gazami bojowymi serii G (sarin, soman, tabun) i serii V (np. VX) oraz insektycydami – w leczeniu drgawek wywołanych działaniem gazu, jak i atropiny podawanej w celu kontrolowania zatrucia gazem.
Stosowany u zwierząt stymuluje pobieranie paszy.
Mechanizm działania polega na zwiększeniu powinowactwa neuroprzekaźnika hamującego, jakim jest kwas γ-aminomasłowy do receptora GABA-A.
Dawkowanie: standardowo stosuje się dawki 2–10 mg (przy podaniu doustnym).
Aktywne metabolity: nordazepam, oksazepam, temazepam. Ulega rozkładowi w wątrobie – okres półtrwania wynosi od 20 do 100 godzin. Wydalany jest głównie z moczem.
Podawany przez dłuższy okres może wywołać tolerancję i uzależnienie, natomiast używanie doraźne nie grozi takimi konsekwencjami. Nagłe przerwanie długotrwałego zażywania diazepamu może spowodować objawy abstynencyjne. Z tych względów dąży się do ograniczenia jego przewlekłego stosowania w lecznictwie.

## Działania niepożądane
Możliwe skutki uboczne: zmęczenie i senność w ciągu dnia, ból lub zawroty głowy, niewyraźna mowa, zaburzenia równowagi, drżenie rąk, uczucie kaca, podwójne widzenie, osłabienie mięśni, zmniejszenie zdolności reagowania, stępienie emocji, zapominanie.
W czasie stosowania leku należy unikać spożywania napojów alkoholowych.

## Regulacje prawne
W Polsce, a także innych krajach, diazepam wydawany jest wyłącznie na receptę lub przeznaczony do lecznictwa zamkniętego. Ze względu na swoje potencjalne właściwości narkotyczne (w przypadku stosowania wysokich dawek) bywa nadużywany w celach pozamedycznych.

## Preparaty
- Wybrane preparaty proste
  - Valium (niedostępny w Polsce)
  - Relanium (produkcję w Polsce rozpoczęły w 1969 Poznańskie Zakłady Farmaceutyczne „Polfa”, w 1998 zakłady „Polfa” zostały sprzedane brytyjskiemu koncernowi Glaxo Wellcome, który nadal produkuje w Poznaniu Relanium); postaci: tabletki, zawiesina doustna lub roztwór do wstrzykiwań
  - Relsed (Producent: Polfa Warszawa); postać: mikrowlewka doodbytnicza
  - Neorelium (Producent: Polfa Tarchomin); postaci: tabletki powlekane lub roztwór do wstrzykiwań
- Preparaty złożone
  - Reladorm (diazepam + sól wapniowa cyklobarbitalu) – produkowany przez Tarchomińskie Zakłady Farmaceutyczne Polfa na eksport do Rosji (Реладорм), wycofany z rynku rosyjskiego w 2019 r.[6]; w Polsce dostępny wyłącznie w trybie importu docelowego.